# Lordomyrma furcifera
Lordomyrma furcifera är en myrart som beskrevs av Carlo Emery 1897. Lordomyrma furcifera ingår i släktet Lordomyrma och familjen myror. Inga underarter finns listade i Catalogue of Life.

## Bildgalleri

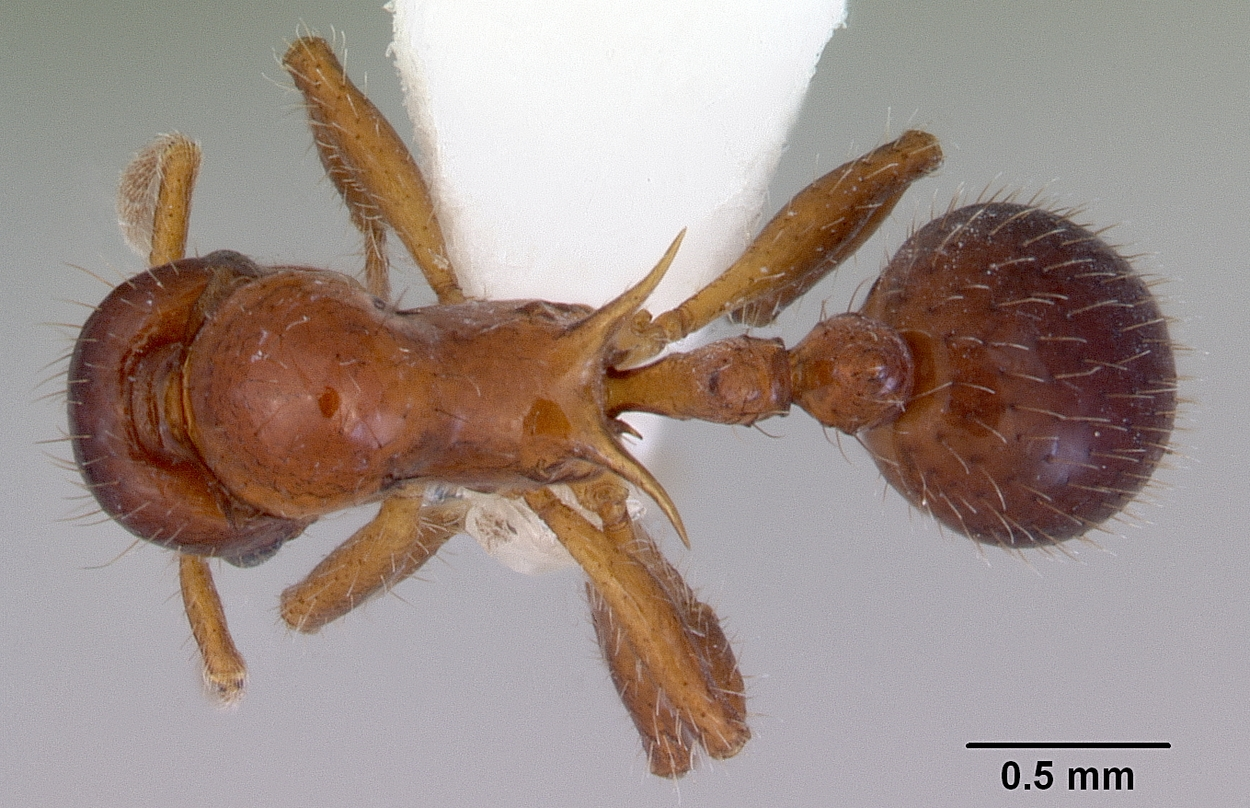
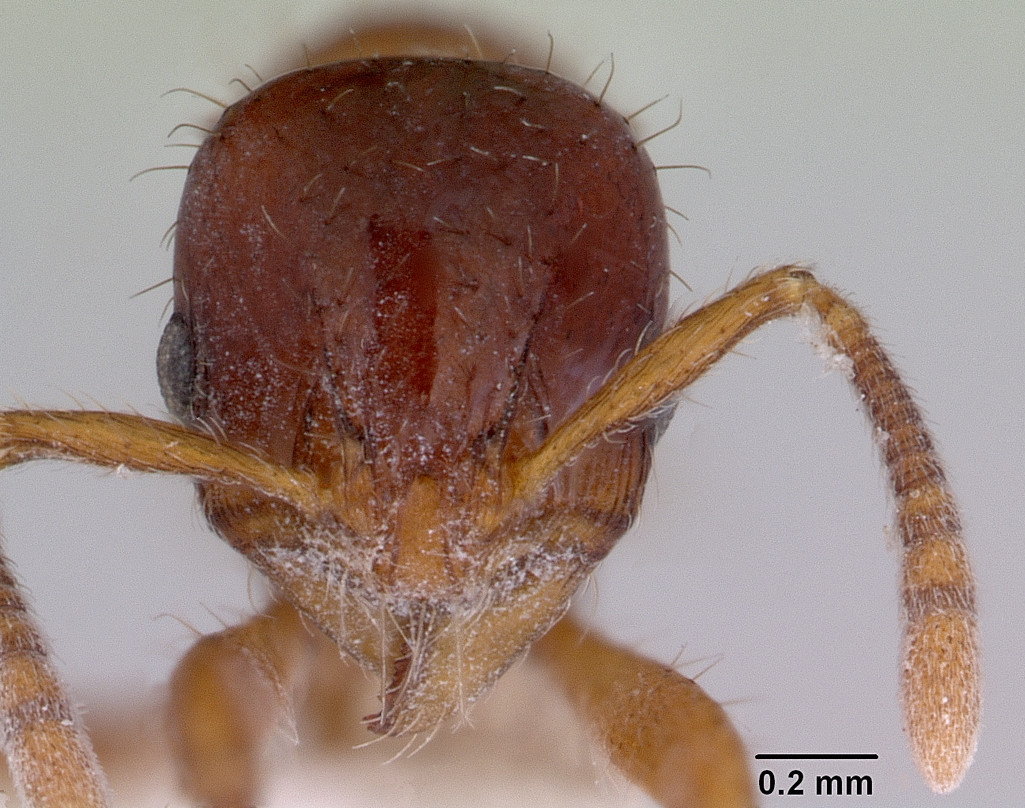
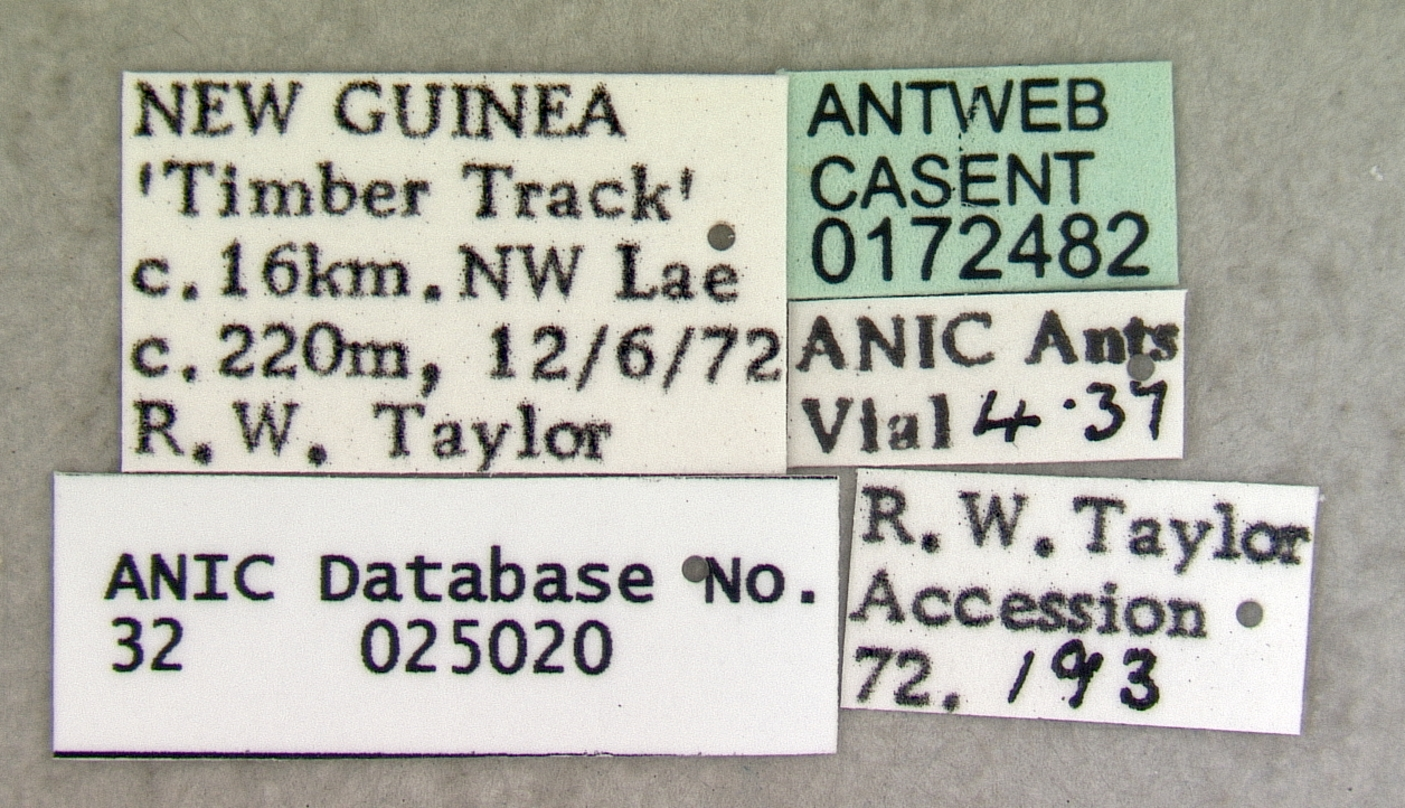
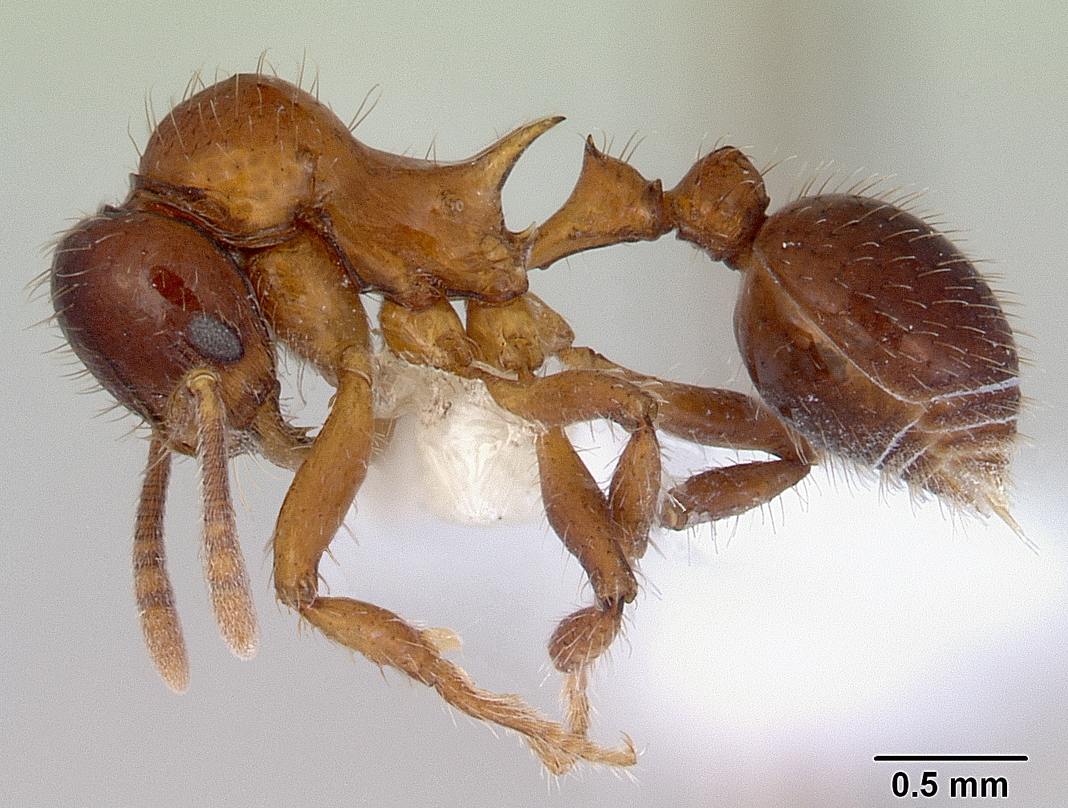